# Akzess (Gebet)
Der Akzess (lateinisch accessus ad altare, „Annäherung, Zutritt zum Altar“) umfasst die Gebete, die dem Priester und Bischof nach dem Missale Romanum Papst Pius V. von 1570 zur inneren Vorbereitung auf die Messfeier  (Praeparatio ad missam) empfohlen waren. Allmählich wurde Akzess auch zur Bezeichnung des Einzuges des Zelebranten und seiner Assistenz.
Als Folge von Gebeten zuerst im 9. Jahrhundert belegt, wurde er im Spätmittelalter als verbindlich betrachtet, war aber nach dem Tridentinum bis zur Liturgiereform des Zweiten Vatikanischen Konzils fakultativ. Im Römischen Messbuch von 1970 ist der Akzess als Vorbereitungsgebet nicht mehr erwähnt.
Die frühesten Akzess-Gebete waren „Apologien“, priesterliche Bußgebete in Ich-Form. Ab dem 9. Jahrhundert traten Psalmen mit Versikeln und Orationen hinzu, anfangs hauptsächlich der „Bußpsalm“ 51. Seit der Jahrtausendwende bildete sich im Rheinischen Messordo eine Gebetsreihe heraus, die bis ins 20. Jahrhundert im Kern aus den Psalmen 84, 85 und 86 bestand. Sie nahm im späten Mittelalter die Struktur einer Hore an und wurde teilweise in Gemeinschaft gebetet. Bis zur Liturgiereform 1970 antworteten bei der Vorbereitung zum Pontifikalamt die beiden assistierenden Kleriker dem Bischof beim Beten des Akzesses, während er mit den Pontifikalschuhen bekleidet wurde.  An den Akzess schlossen sich die Ankleidegebete an.
Als Vorbereitungsritus vor Beginn der sonntäglichen Messe (Praeparatio ad missam) für die Gläubigen, die an der Messfeier teilnahmen, gab es das Asperges, das ist die Besprengung des Volks mit Weihwasser durch den Priester, während der Chor den gleichnamigen Gesang bzw. in der Osterzeit das Vidi aquam anstimmte, mit darauffolgender Oration und Versikel.